# Sarichioi
Sarichioi (en rus: Сарикёй, del turc: Sarıköy, 'Poble Groc') és una comuna al comtat de Tulcea, al nord de la Dobruja (Romania). Està compost per cinc pobles: Enisala, Sabangia, Sarichioi, Zebil i Visterna. A més de la majoria ètnica romanesa (56,4% de la població), la comuna acull una important comunitat lipovenca (43,1%). Segons el cens de 2011, la població de la comuna de Sarichioi ascendeix a 5.856 habitants, una xifra inferior a l'anterior cens de 2002, quan hi havia 7.457 habitants empadronats.

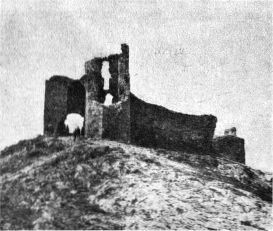
Ruïnes de la fortalesa d'Enisala a principis del

El poble d'Enisala (turc: Yeni Sala, búlgar: Ново село, "Poble Nou") és el lloc d'una fortalesa que domina els llacs propers (anteriorment golfs) de Razelm i Babadag. Data de finals del segle xiii o principis del XIV, es va construir per controlar les rutes de viatge que passaven per la regió. Les tres torres hexagonals de la fortalesa són les úniques d'aquest tipus que es troben a tota la regió de Dobruja. Hi ha diverses teories competidores sobre els seus constructors. Per una banda, alguns historiadors consideren que la seva arquitectura recorda la manera de planificar occidental i l'atribueixen als genovesos, que ocupaven diversos llocs comercials a la zona, o bé als romans d'Orient, que controlaven la regió de manera intermitent. D'altra banda, altres historiadors consideren les torres molt similars a les trobades a Tsepina, Shumen, Perperikon i Vidin, atribuint-la en conseqüència als búlgars, que també se sap que controlaven la regió en determinats moments durant el període probable de construcció. Totes les mencions per escrit de la fortalesa són posteriors al seu abandonament, cosa que fa que sigui improbable una atribució definida.
El castell va ser conquerit per primera vegada pels otomans en 1388/1389, 1416/1417 i represa en després d'una breu Valaquia regla. A causa de la nova situació política i el desenvolupament d'escopinetes de sorra que van dificultar el comerç, la fortalesa va decaure gradualment i finalment va ser abandonada cap a finals del segle XV.

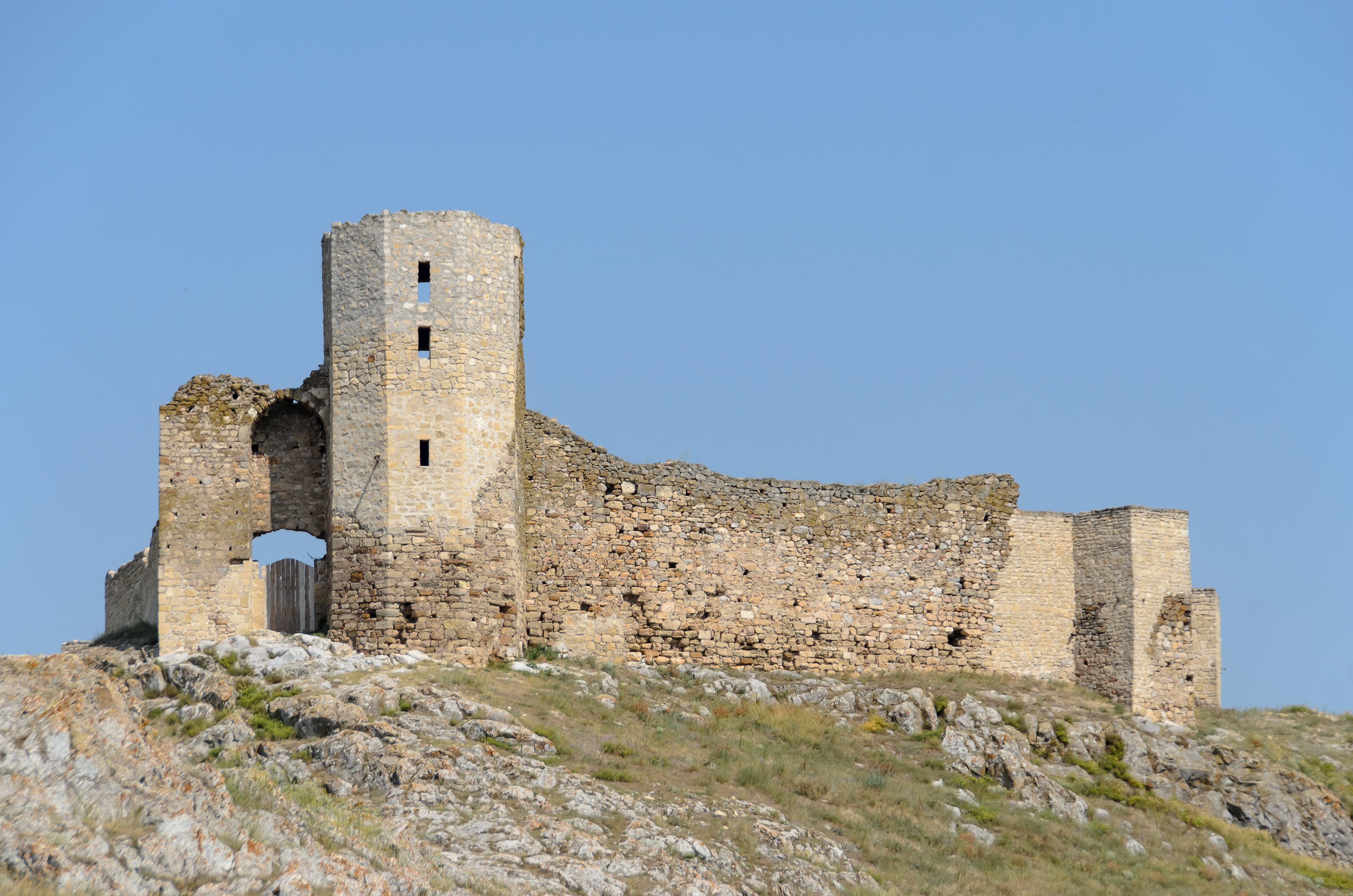
Ruïnes de la fortalesa d'Enisala a l'estiu del 2012

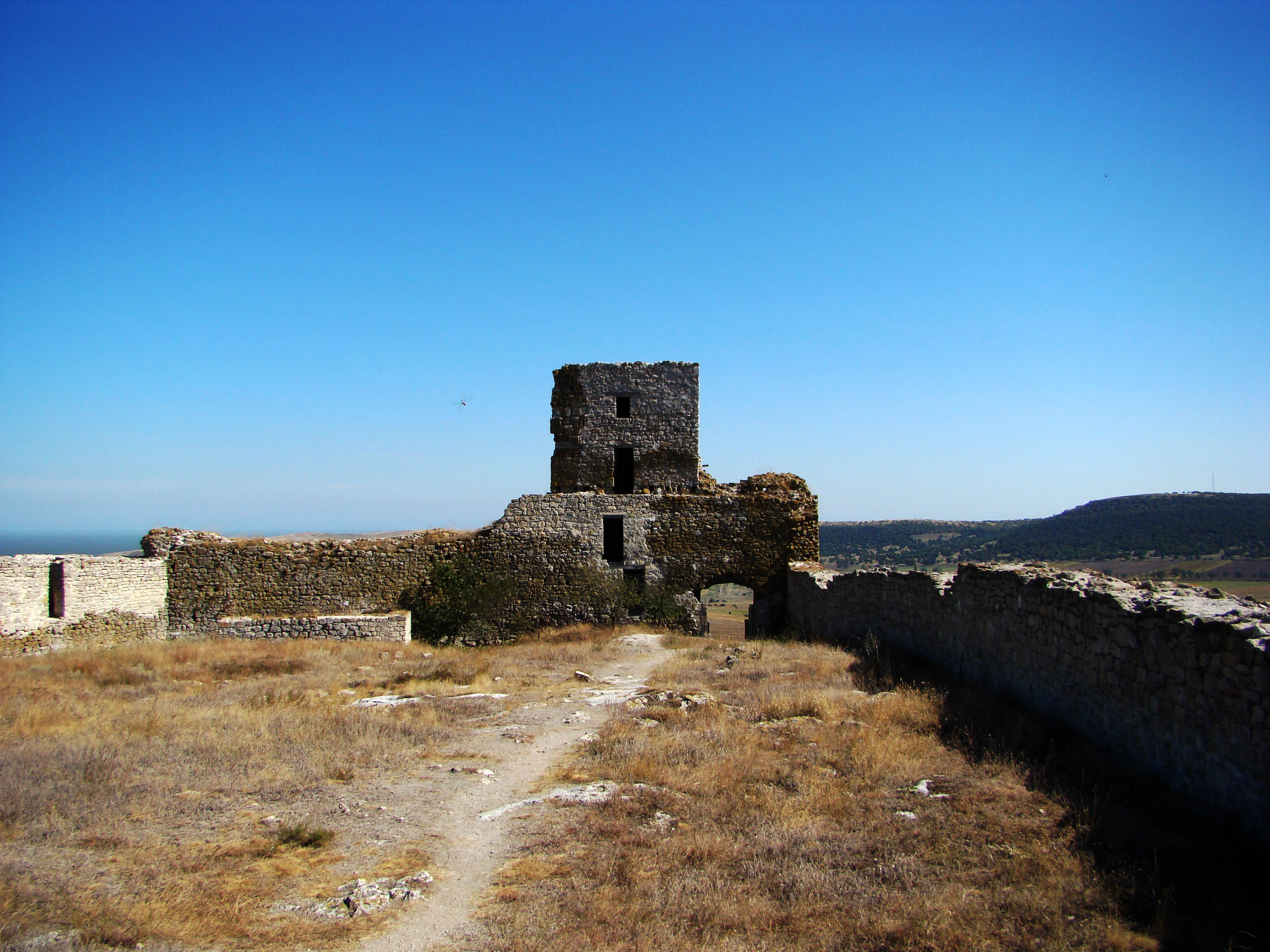
Fortalesa d'Enisala a l'interior de les muralles, mirant cap a l'antiga porta principal, l'estiu del 2010